# SN 2009nf
SN 2009nf – supernowa typu IIb odkryta 11 listopada 2009 roku w galaktyce A015856-0716. W momencie odkrycia miała maksymalną jasność 19,80m.